# Job Rodhe
Job Rodhe, född 27 februari 1862 i Göteborg, död 30 december 1904 i Örebro, var en svensk filosof.
Rodhe blev student vid Lunds universitet 1881, filosofie licentiat 1887 och filosofie doktor 1888 på avhandlingen Schopenhauers filosofiska grundtankar i systematisk framställning och kritisk belysning. Han blev kollega vid lägre allmänna läroverket i Eskilstuna 1892 och adjunkt vid högre allmänna läroverket i Örebro 1899.
Han var son till Bengt Carl Rodhe och Maria Emilia Hammarström samt bror till Olof Rodhe. Job Rodhe är begraven på Nikolai kyrkogård i Örebro.